# Saxifraga spathularis
Saxifraga spathularis é uma espécie de planta com flor pertencente à família Saxifragaceae. 
A autoridade científica da espécie é Brot., tendo sido publicada em Flora Lusitanica 172.

## Portugal
Trata-se de uma espécie presente no território português, nomeadamente em Portugal Continental.
Em termos de naturalidade é nativa da região atrás indicada.

## Protecção
Não se encontra protegida por legislação portuguesa ou da Comunidade Europeia.